# NGC 2819
NGC 2819 este o galaxie LINER situată în constelația Racul. A fost descoperită în 21 decembrie 1863 de către Albert Marth. Se află la o distanță de 127,2 de megaparseci de Pământ.